# Giulio Provenzal
Giulio Provenzal (Livorno, 1872 – Roma, 1954) è stato un chimico e divulgatore scientifico italiano. Direttore della rivista La Ricerca Scientifica, fondò l'Istituto italiano di storia della chimica.

## Biografia
Giulio Provenzal nasce a Livorno nel 1872 da una famiglia di origini ebraiche; a tre anni si trasferisce con i genitori a Tunisi, dove frequenta gli studi primari e secondari, al termine dei quali rientra in Italia. Si iscrive all'Istituto di studi superiori, poi Università di Firenze, per conseguire la laurea in chimica farmaceutica, dove ha come maestri Ugo Schiff, Augusto Piccini e Paolo Mantegazza.
Nel 1894, a causa di motivi politico-economici, è costretto ad accontentarsi del solo diploma in farmacia e a rientrare a Tunisi, dove esercita la professione di farmacista.
Deciso a conseguire la laurea nel 1904 rientra definitivamente in Italia stabilendosi a Roma, nella cui università si laurea a pieni voti in chimica, discutendo una tesi su L'acido timotico e i suoi derivati con i professori Cannizzaro e Paternò.

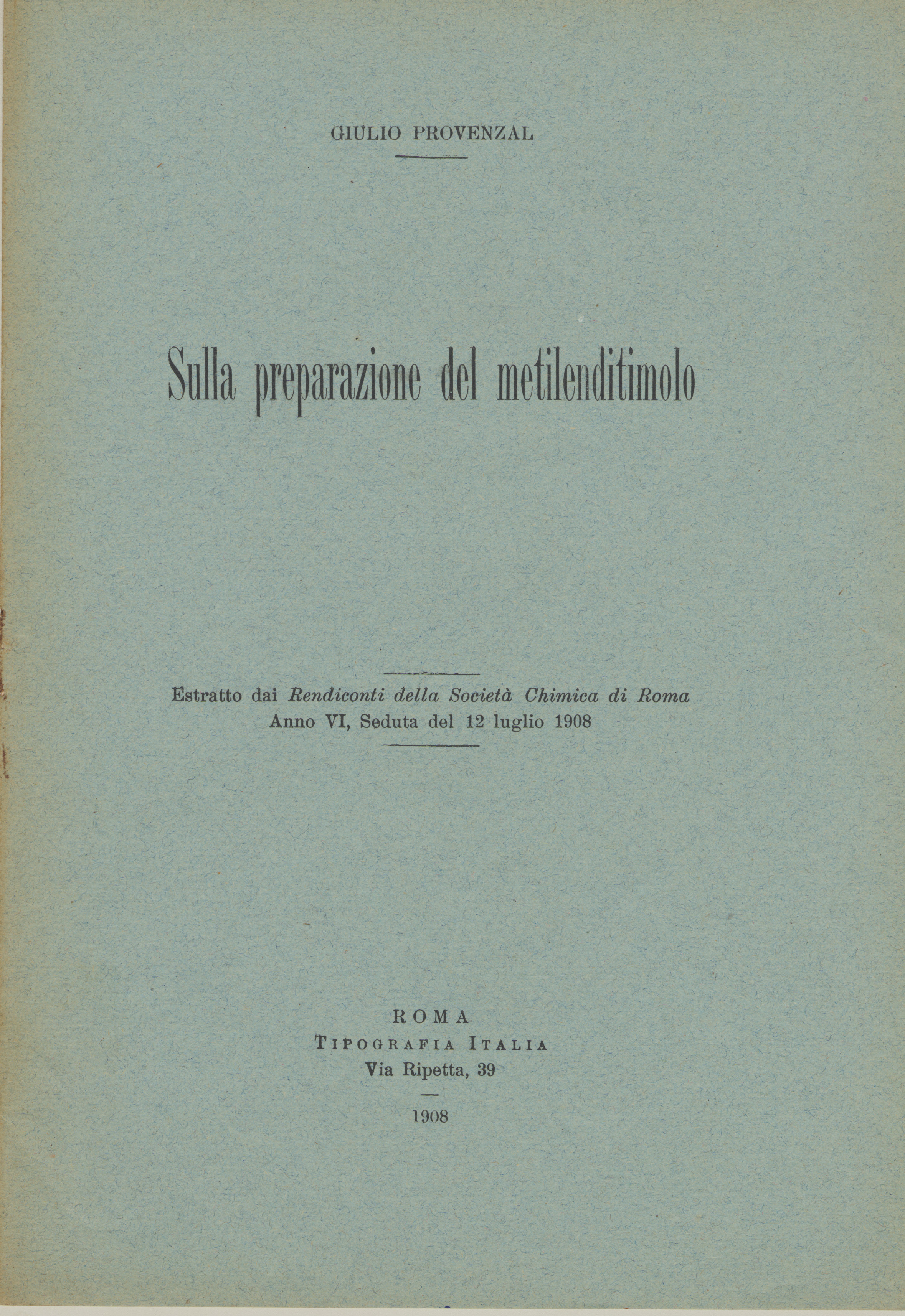
Sulla preparazione del metilenditimolo Giulio Provenzal Museo scienza tecnologia Milano

Continua la sua opera di pubblicista, affermandosi in campo scientifico con la redazione del «Bollettino di informazioni tecniche» dell'Istituto internazionale di agricoltura. Sempre in questo periodo comincia ad occuparsi di storia della chimica, pubblicando nel 1908 un articolo su Cesare Bertagnini nella «Nuova Antologia».
Si interessa anche di questioni politiche, difende gli interessi degli italiani in Tunisia e all'indomani della sconfitta di Caporetto, fonda la rivista «Il Nuovo Patto» (1918-1923) con il proposito di incoraggiare gli italiani al di sopra di ogni divisione di parte.
Alla costituzione del Consiglio Nazionale delle Ricerche (CNR) è uno dei primi studiosi ad essere chiamato e nel 1931 gli viene affidata la direzione della rivista «La Ricerca Scientifica».
Nel 1930 Provenzal, con Raffaello Nasini e Gino Testi, fonda l'Istituto italiano di storia della chimica, il cui organo ufficiale è la rivista «La Chimica».
Dagli anni trenta si occupa della Raccolta documentaria dei primati scientifici e tecnici italiani, materiale formato dalla documentazione utilizzata per preparare la mostra delle eccellenze italiane da presentare alla Esposizione universale di Chicago del 1933. Era stato lo stesso Benito Mussolini a ordinare al Consiglio Nazionale delle Ricerche la raccolta sistematica delle prove del contributo dato dall'Italia alla civiltà del mondo.

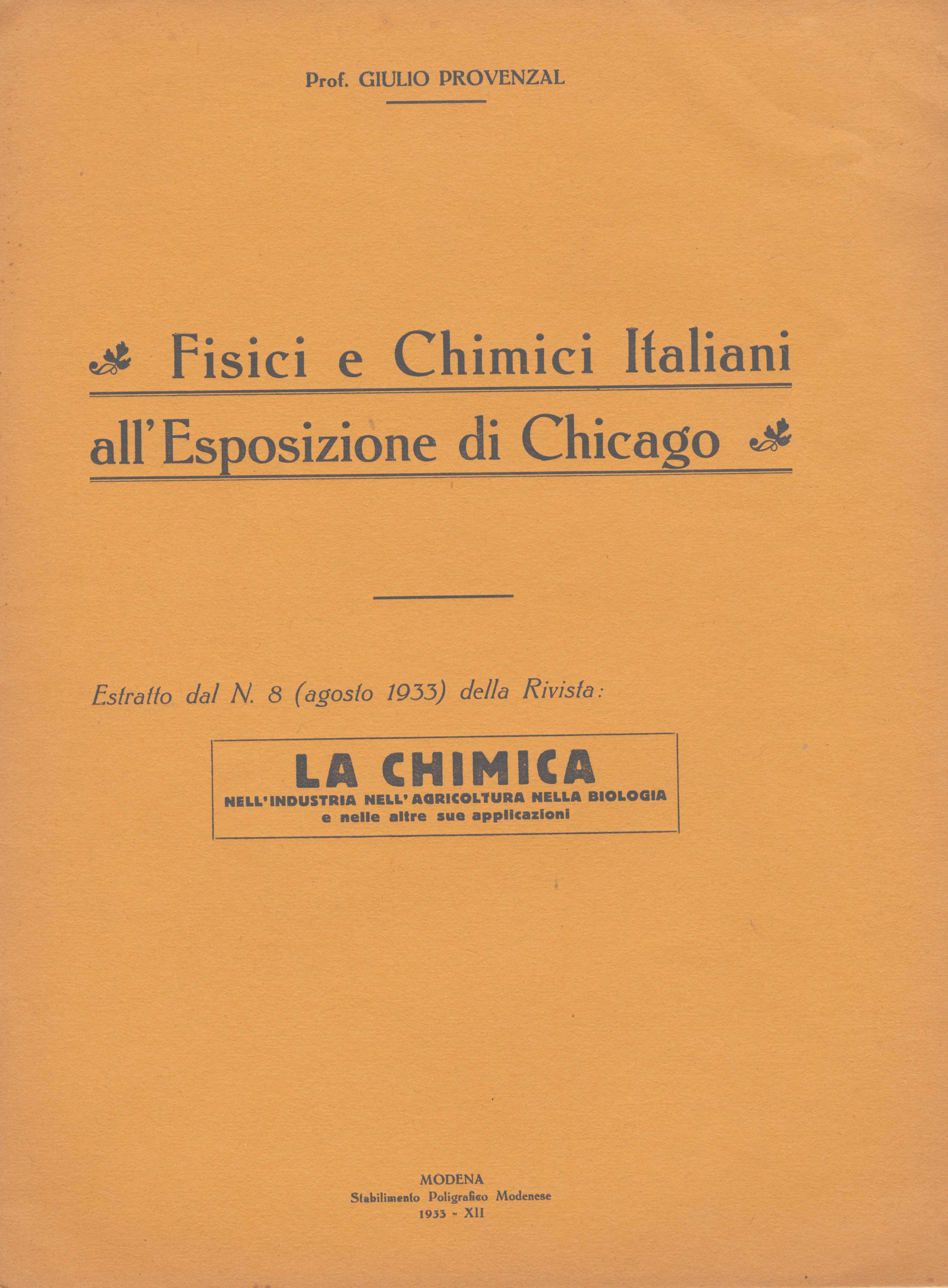
Giulio Provenzal Museo scienza tecnologia Milano

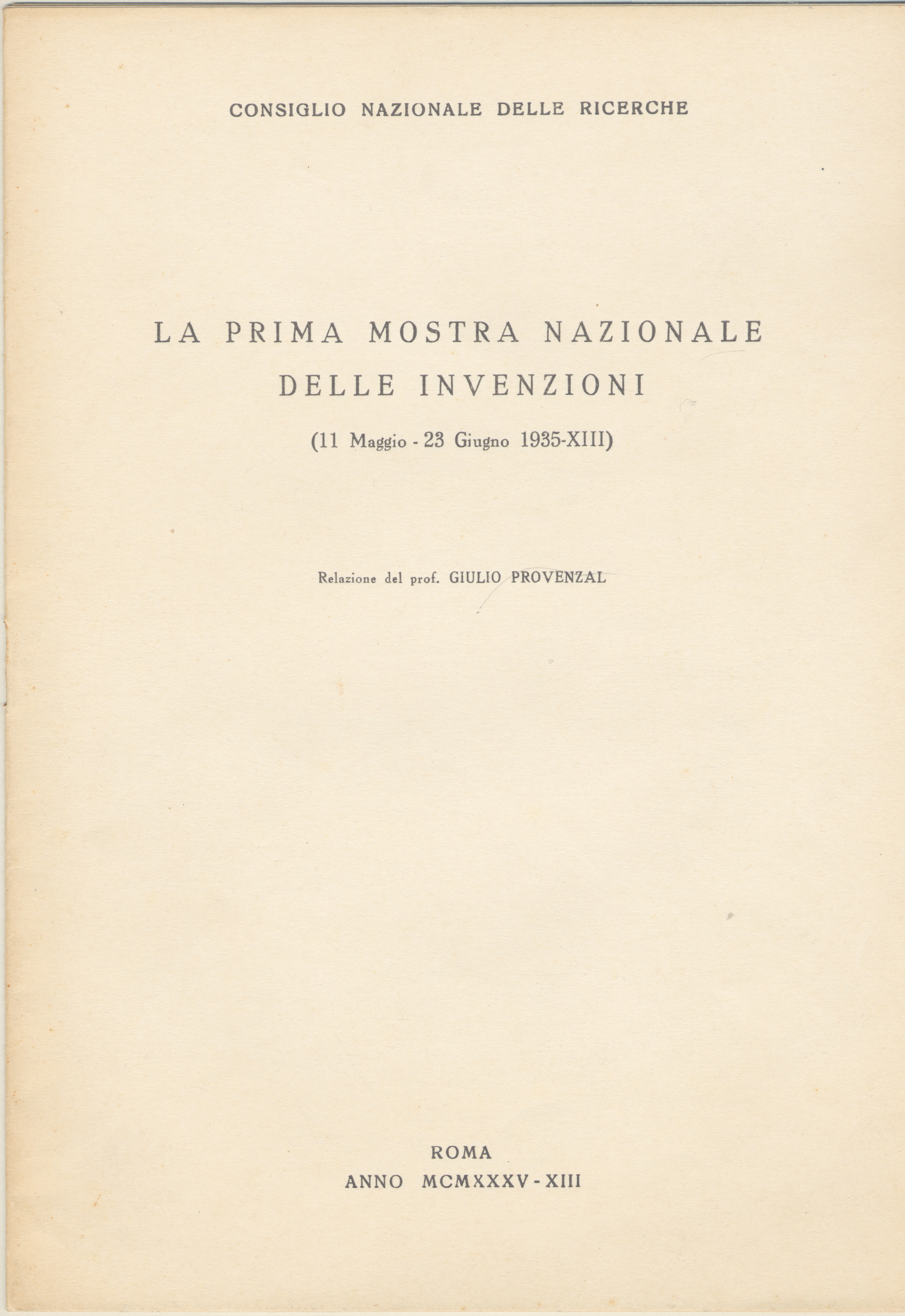
La prima Mostra Nazionale delle invenzioni Giulio Provenzal Museo scienza tecnologia Milano

Successiva, ma importante per dimostrare il valore della chimica italiana e dei suoi protagonisti, è l'opera Profili bio-bibliografici di chimici italiani, pubblicata nel 1938 con il contributo dell'Istituto Serono.
Sempre nel 1938, con l'emanazione delle Leggi razziali fasciste, Provenzal viene allontanato dall'impiego e dalla vita pubblica e durante l'occupazione tedesca è costretto a vivere di nascosto.
Dopo la Liberazione riprende la propria attività di studio e di ricerca fino alla morte, avvenuta a Roma nel 1954.